# Peberholm
Peberholm ist eine künstliche Insel im Öresund, der Meerenge zwischen Dänemark und Schweden. Sie wurde während des Baus der Öresundbrücke von 1995 bis 2000 aus dem Aushub der Baggerarbeiten am Meeresgrund gebildet und liegt auf dänischem Staatsgebiet. Der dänische Name Peberholm (wörtlich „Pfefferinselchen“) ist eine Anspielung auf die natürliche Insel Saltholm („Salzinselchen“), die etwa 1 km nördlich von Peberholm liegt.
Peberholm bildet den Mittelteil der Öresundverbindung, hier findet der Übergang zwischen dem Tunnel- (Drogdentunnel) und dem Brückenabschnitt (Öresundbrücke) statt. Da Zug- und Autoverkehr im Tunnel nebeneinander verlaufen, auf der Brücke jedoch übereinander, ist es nötig, den Verkehr zunächst über eine Rampe umzuleiten, bevor der Viaduktabschnitt der Brücke erreicht wird.
Peberholm hat eine Länge von ungefähr vier Kilometern bei einer Fläche von etwa 1,3 Quadratkilometern. Um die Strömung des Öresunds nicht übermäßig zu beeinträchtigen, wurde die Insel speziell geformt.
Da es sich um ein Naturexperiment handelt, ist das Betreten der Insel nur Wissenschaftlern erlaubt. Auch wurden keine Vorkehrungen zur Ansiedelung von Tieren oder Pflanzen getroffen, so wurde beispielsweise kein Gras auf der Insel ausgesät. Man möchte auf diese Weise feststellen, welche Arten von Leben sich auf der Insel ansiedeln. Unter anderem wurde bislang die Sprossende Felsennelke (Petrorhagia prolifera) dort entdeckt, die auch in Dänemark oder Schweden eher rar ist. Der Bestand an Zwergseeschwalbenpärchen, neben dem anderer Kleinvögel wie zum Beispiel Braunkehlchen, Hausrotschwanz und Steinschmätzer, zählt ebenfalls zum größten der Nachbarländer. Auch die Feldwinkelspinne, die in Dänemark und Schweden sonst nicht vorkommt, ist hier anzutreffen.